# 관두구

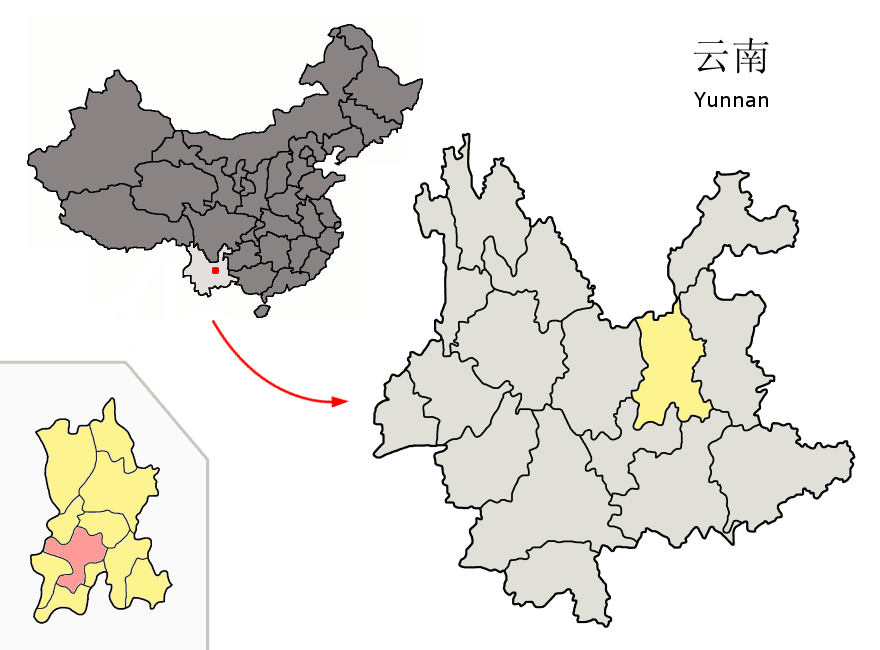
쿤밍시구의 위치

관두구(중국어: 官渡区, 병음: Guāndù Qū)는 중화인민공화국 윈난성 쿤밍시의 현급 행정구역이다. 넓이는 552km2이고, 인구는 2007년 기준으로 490,000명이다.

## 행정 구역
8개 가도, 1개 진, 1개 향을 관할한다.
- 가도: 关上街道, 金马街道, 太和街道, 吴井街道, 小板桥街道, 官渡街道, 六甲街道, 矣六街道.
- 진: 大板桥镇.
- 향: 阿拉彝族乡.